# Nearcha nullata
Nearcha nullata là một loài bướm đêm thuộc họ Geometridae. It is mainly được tìm thấy ở Úc, more specifically đông nam quarter, bao gồm Tasmania.
Sải cánh dài khoảng 30 mm.
Ấu trùng ăn Dillwynia parvifolia.

## Hình ảnh

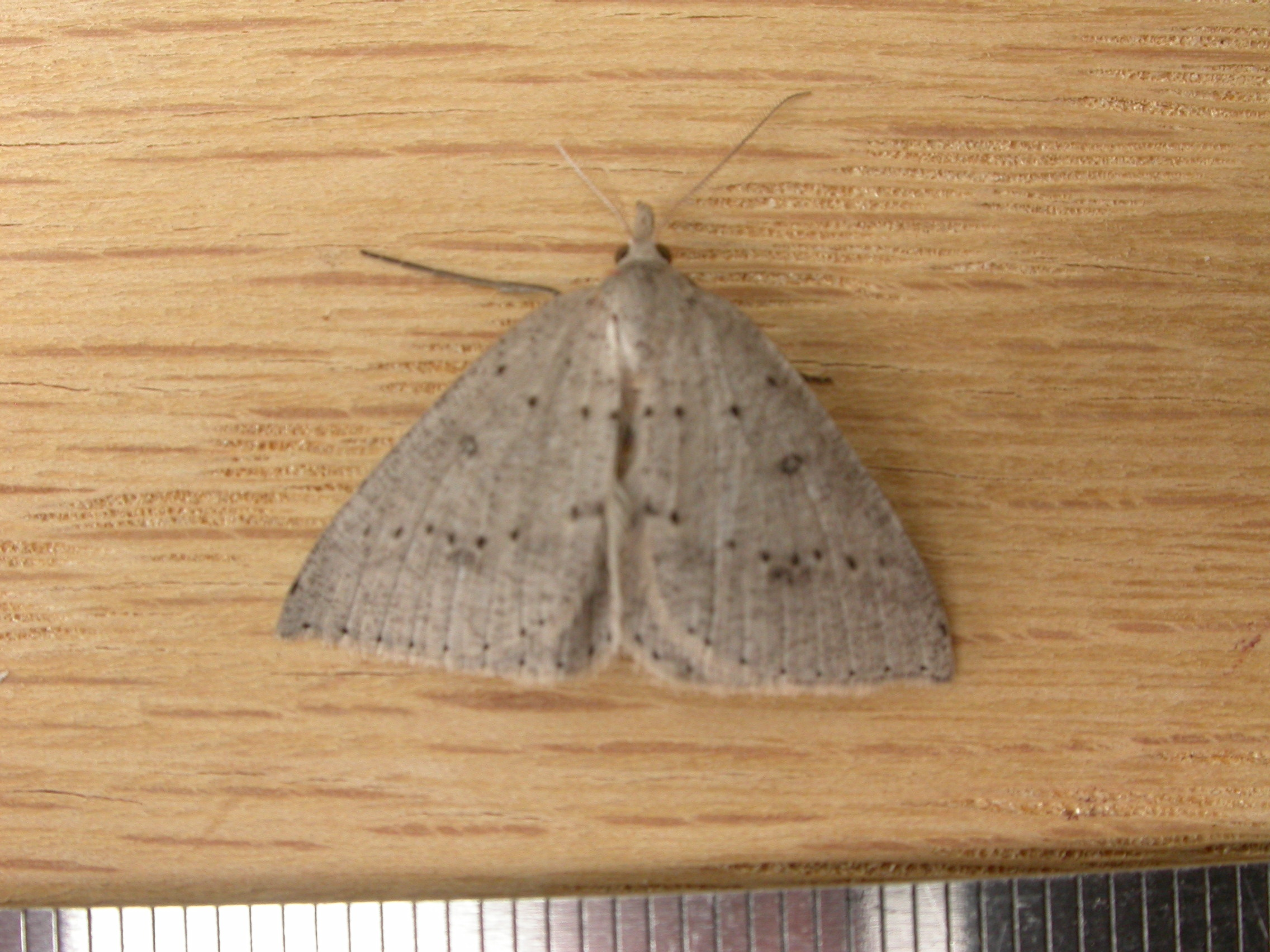
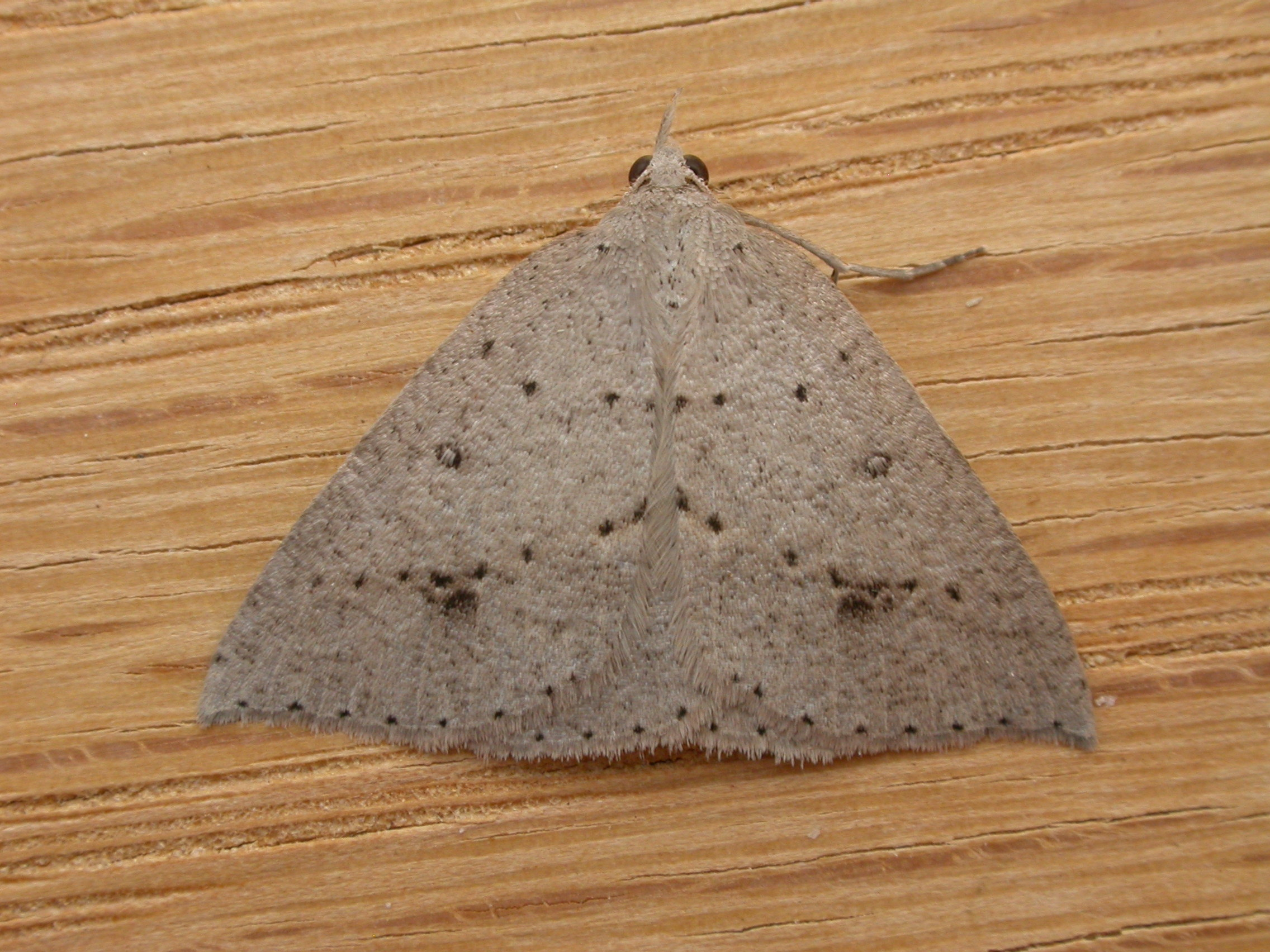
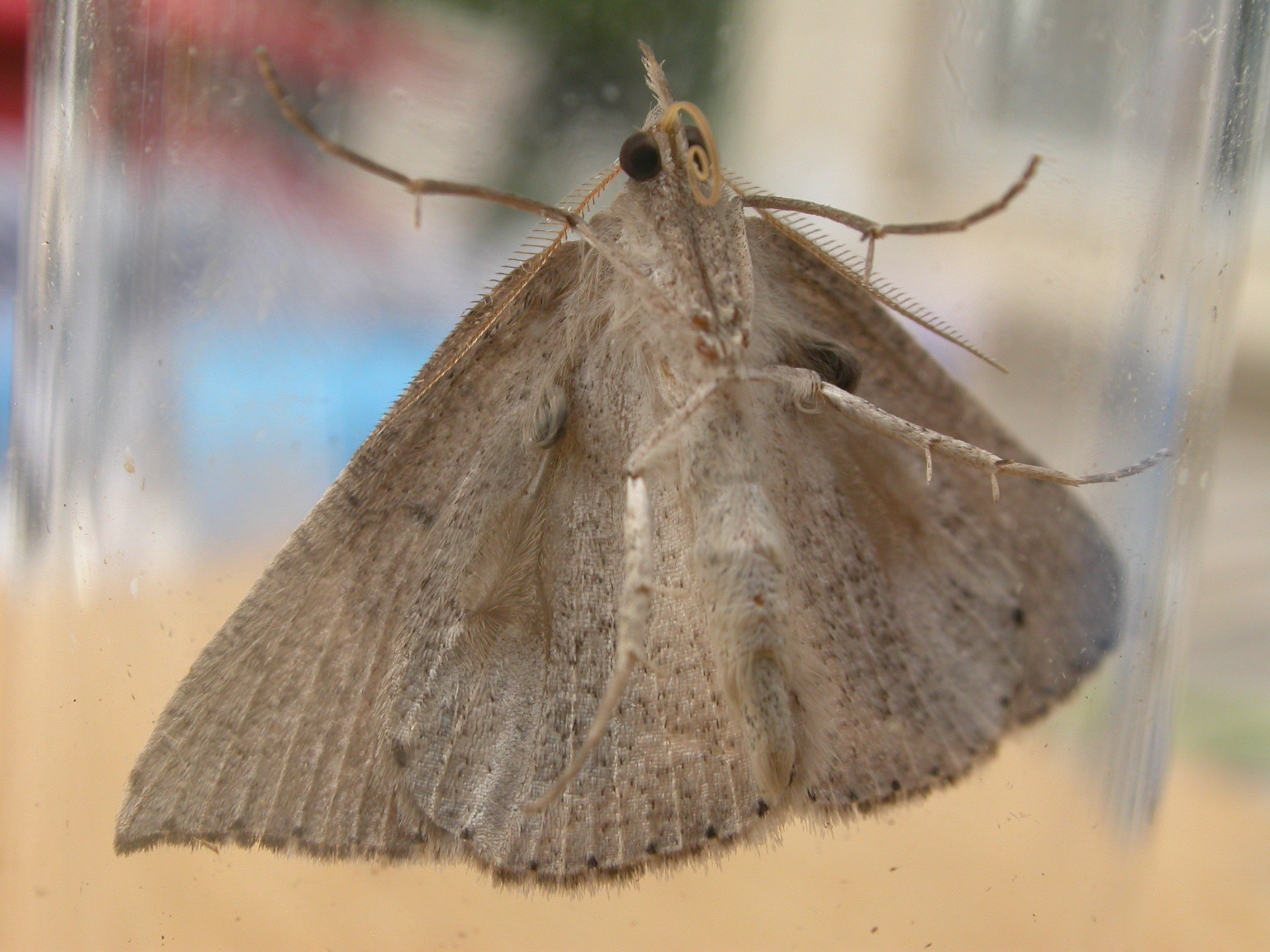
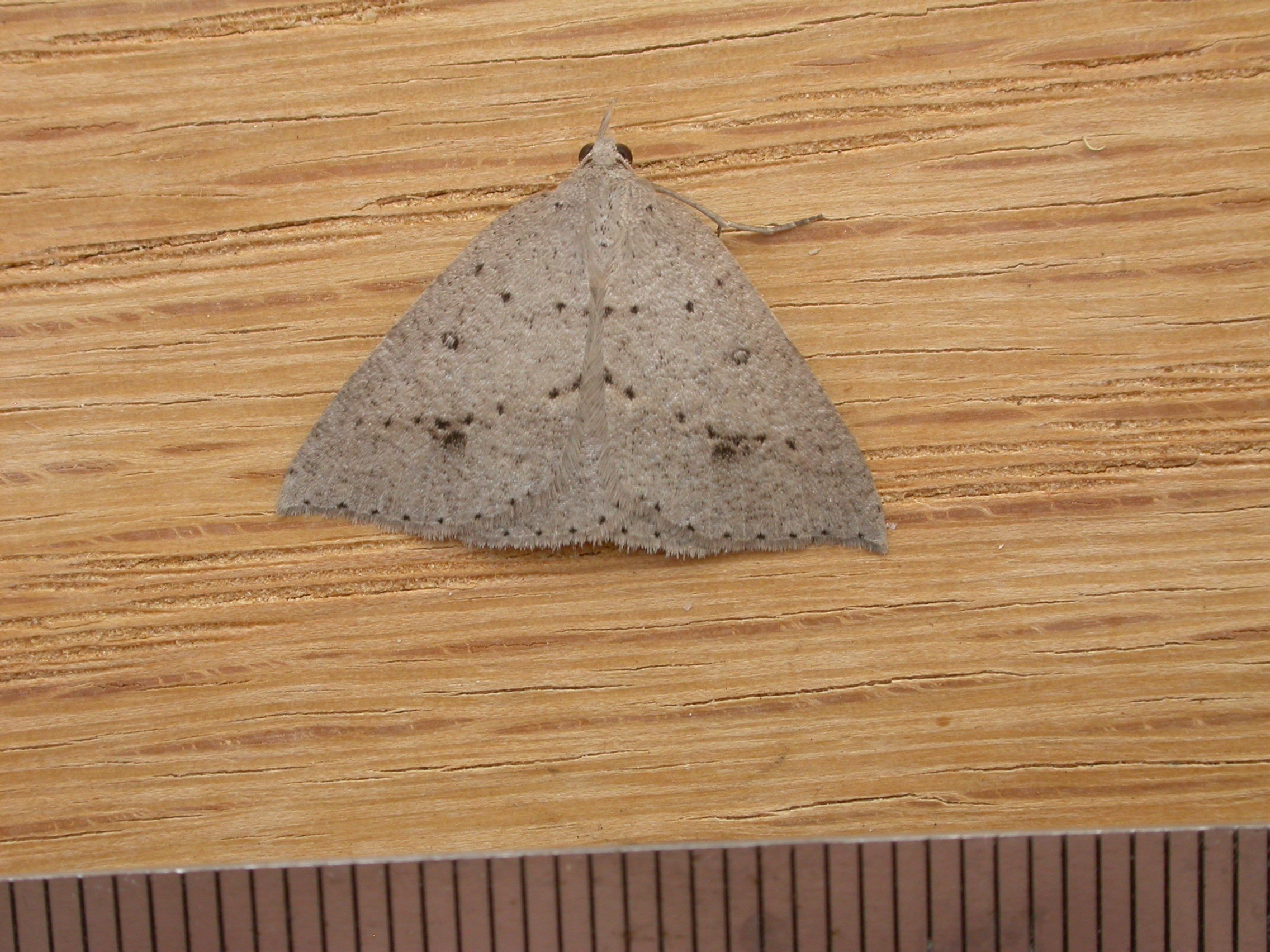